# 桥底镇
桥底镇，是中华人民共和国陕西省咸陽市泾阳县下辖的一个乡镇级行政单位。

## 行政区划
桥底镇下辖以下地区：
桥底社区、桥底村、柴焦村、寨子沟村、和村、褚牛村、东沟村、团庄村、阴郭村、席杨村、官苗村、刘孟村、北赵村和沟西上村。